# Писториус, Карен
Карен Писториус (англ. Caren Pistorius; род. 1990, ЮАР) — новозеландская актриса.

## Биография
Карен Писториус родилась и выросла в Рюстенбурге, ЮАР, вместе со своими тремя старшими братьями и сестрами. Её семья эмигрировала в Новую Зеландию, когда ей было 12 лет. Там Карен начала участвовать в школьных театральных постановках. В университете изучала искусство и дизайн, специализируясь на анимации и иллюстрации. После окончания университета она некоторое время работала в театре, а затем стала сниматься на телевидении и в кино.
Карен дебютировала на телевидении в 2009 году с эпизодической ролью в сериале «Легенда об Искателе». Позже, она снималась в главных ролях в сериалах «Голубая роза», «Бумажные гиганты: Журнальные войны» и «Такова жизнь». Известность пришла к актрисе благодаря ролям в фильмах «Строго на запад» и «Свет в океане».
В 2016 году Карен сыграла в биографической драме «Отрицание», а в 2017 году — в научно-фантастическом фильме «Бремя».
В 2018 году на кинофестивале в Торонто состоялась премьера романтической драмы «Глория Белл», снятой при участии актрисы. В том же году в мировой прокат вышел фильм «Хроники хищных городов», созданный по мотивам одноимённого романа Филипа Рива. Карен сыграла в ленте археолога Пандору Шоу.
В конце 2020 года на экраны вышел триллер «Неистовый», в котором Карен исполнила главную роль — девушки, на которую открывает охоту водитель-психопат после того, как она обгоняет его на светофоре.

## Фильмография
| Год  |    | Русское название                   | Оригинальное название           | Роль                |
| ---- | -- | ---------------------------------- | ------------------------------- | ------------------- |
| 2009 | с  | Легенда об Искателе                | Legend of the Seeker            | Луна                |
| 2012 | ф  | Самый забавный способ умереть      | The Most Fun You Can Have Dying | Хлоя                |
| 2012 | с  |                                    | Hounds                          | Эми                 |
| 2013 | ки |                                    | Offspring: Moving In            | Элоиза Уорд         |
| 2013 | с  | Голубая роза                       | The Blue Rose                   | Роуз Харпер         |
| 2013 | с  | Бумажные гиганты: Журнальные войны | Paper Giants: Magazine Wars     | Бет Риджвей         |
| 2013 | с  | Такова жизнь                       | Offspring                       | Элоиза Уорд         |
| 2013 | с  |                                    | Redfern Now                     | Джанин Майлз        |
| 2015 | ф  | Строго на запад                    | Slow West                       | Роуз Росс           |
| 2016 | ф  | Свет в океане                      | The Light Between Oceans        | взрослая Люси-Грейс |
| 2016 | ф  | Отрицание                          | Denial                          | Лаура Тайлер        |
| 2017 | ф  | Бремя                              | Cargo                           | Лоррейн             |
| 2017 | с  | Опасное пробуждение                | Wake in Fright                  | Джанетт Хайнс       |
| 2018 | ф  | Глория Белл                        | Gloria Bell                     | Энн                 |
| 2018 | ф  | Хроники хищных городов             | Mortal Engines                  | Пандора Шоу         |
| 2020 | ф  | Возвышенность                      | High Ground                     | Клэр                |
| 2020 | ф  | Неистовый                          | Unhinged                        | Рэйчел              |

## Награды и номинации
| Год  | Награда                        | Категория                   | Работа                             | Результат |
| ---- | ------------------------------ | --------------------------- | ---------------------------------- | --------- |
| 2014 | Logie Awards                   | Most Outstanding New Talent | Бумажные гиганты: Журнальные войны | Номинация |
| 2014 | Logie Awards                   | Most Popular New Talent     | Такова жизнь                       | Номинация |
| 2017 | New Zealand Film and TV Awards | Лучшая актриса              | Строго на запад                    | Номинация |